# لويس أسيفيدو أندرادي
لويس أسيفيدو أندرادي (بالإسبانية: Luis Acevedo Andrade)‏ هو ناشط حقوق الإنسان تشيلي، ولد في 5 فبراير 1943 في كويليميو في تشيلي، وتوفي في 30 أبريل 1974.